# Miguel I de Vladimir
Miguel I de Vladimir, nascido Miguel Iurieviche (em russo: Михаил Юрьевич; romaniz.: Mikhail Iurievitch), foi um príncipe ruríquida que tornar-se-ia grão-príncipe de Quieve. Era irmão do grão-príncipe André I (r. 1157–1169). Em 1173, foi nomeado grão-príncipe depois de Romano I (r. 1171–1173) ser expulso de Quieve, mas ficou no trono por pouco tempo e o entregou a seu outro irmão Usevolodo III.